# Sistema venoso profundo
Por Sistema venoso profundo entende-se todas as veias situadas em profundidade em relação à aponevrose no plano muscular. As veias profundas acompanham as artérias do mesmo nome.
Abaixo do joelho existem duas veias para cada artéria, acima do joelho existe normalmente uma só veia para cada artéria. Há assim duas veias tibiais anteriores, duas tibiais posteriores e duas peroniais que convergem na veia popliteia a qual acompanha a artéria do mesmo nome e está localizada na face posterior da articulação do joelho (também chamado "escavado" poplíteo).
Acima do joelho existe só uma veia para cada artéria: a veia femoral superficial e veia femoral profunda que convergem na veia femoral comum situada na região inguinal (virilha). Cada femoral comum continua-se pela veia ilíaca externa e ilíaca primitiva. As ilíacas primitivas direita e esquerda reunem-se finalmente na veia cava inferior que drena directamente na aurícula direita, uma das cavidades do coração.